# بالدار چانگچنگ
بالدار چانگچنگ (نام علمی: Changchengopterus) نام یک سرده از راسته خزندگان بال‌دار است.